# مانويل غارسيا مونيز
مانويل غارسيا مونيز (بالإسبانية: Manuel García Muñíz)‏ هو لاعب كرة قدم مكسيكي، ولد في 31 يوليو 1988. لعب مع Murciélagos F.C. ‏.